# Liste des députés du Territoire de Belfort
 (mai 2025).

## VeRépublique

### Irelégislature(1958-1962)
| Circ. | Nom Parti politique | Nom Parti politique                                   | Suppléant(e)     |
| ----- | ------------------- | ----------------------------------------------------- | ---------------- |
| 1re   |                     | Raymond Schmittlein Union pour la nouvelle République | René Grandvoinet |
| 2e    |                     | Henri Dorey Mouvement républicain populaire           | Émile Coittier   |

### IIelégislature(1962-1967)
| Circ. | Nom Parti politique | Nom Parti politique                                         | Suppléant(e)     |
| ----- | ------------------- | ----------------------------------------------------------- | ---------------- |
| 1re   |                     | Raymond Schmittlein Union pour la nouvelle République (UDT) | René Grandvoinet |
| 2e    |                     | Jean Bailly Union pour la nouvelle République (UDT)         | Raymond Hatterer |

### IIIelégislature(1967-1968)
| Circ. | Nom Parti politique | Nom Parti politique                                                     | Suppléant(e) |
| ----- | ------------------- | ----------------------------------------------------------------------- | ------------ |
| 1re   |                     | Michel Dreyfus-Schmidt FGDS (Convention des institutions républicaines) | Émile Géhant |
| 2e    |                     | Jean Bailly Union des démocrates pour la Ve République                  | Paul Robert  |

### IVelégislature(1968-1973)
| Circ. | Nom Parti politique | Nom Parti politique                                                                       | Suppléant(e)  |
| ----- | ------------------- | ----------------------------------------------------------------------------------------- | ------------- |
| 1re   |                     | André Tisserand Union pour la défense de la République                                    | Marcel Cheval |
| 2e    |                     | Jean Bailly (nommé membre du Gouvernement) Union pour la défense de la République         | Paul Robert   |
| 2e    |                     | Paul Robert (du 23 juillet 1969 au 1er avril 1973) Union pour la défense de la République | —             |

### Velégislature(1973-1978)
| Circ. | Nom Parti politique | Nom Parti politique                      | Suppléant(e)      |
| ----- | ------------------- | ---------------------------------------- | ----------------- |
| 1re   |                     | Raymond Forni Parti socialiste           | Pierre Mougin     |
| 2e    |                     | Jean-Pierre Chevènement Parti socialiste | Lucien Couqueberg |

### VIelégislature(1978-1981)
| Circ. | Nom Parti politique | Nom Parti politique                      | Suppléant(e)      |
| ----- | ------------------- | ---------------------------------------- | ----------------- |
| 1re   |                     | Raymond Forni Parti socialiste           | Pierre Mougin     |
| 2e    |                     | Jean-Pierre Chevènement Parti socialiste | Lucien Couqueberg |

### VIIelégislature(1981-1986)
| Circ. | Nom Parti politique | Nom Parti politique                                                       | Suppléant(e)      |
| ----- | ------------------- | ------------------------------------------------------------------------- | ----------------- |
| 1re   |                     | Raymond Forni (démissionne le 22 août 1985) Parti socialiste              | Pierre Mougin     |
| 2e    |                     | Jean-Pierre Chevènement (nommé au gouvernement) Parti socialiste          | Lucien Couqueberg |
| 2e    |                     | Lucien Couqueberg (du 25 juillet 1981 au 1er avril 1986) Parti socialiste | —                 |

### VIIIelégislature(1986-1988)
2 députés élus à la proportionnelle (pas de suppléants) :
- Jacques Bichet (UDF)
- Jean-Pierre Chevènement (PS)

### IXelégislature(1988-1993)
| Circonscription     | Identité                                     | Parti | À partir du     | Jusqu'au        | Note |
| ------------------- | -------------------------------------------- | ----- | --------------- | --------------- | ---- |
| 1re circonscription | Raymond Forni (suppléant : Christian Proust) | PS    | 23 juin 1988    | 1er avril 1993  |      |
| 2e circonscription  | Jean-Pierre Chevènement                      | PS    | 23 juin 1988    | 28 juillet 1988 | Gvt  |
| 2e circonscription  | Gilberte Marin-Moskovitz                     | PS    | 29 juillet 1988 | 23 avril 1991   | Dem  |
| 2e circonscription  | Jean-Pierre Chevènement                      | PS    | 10 juin 1991    | 1er avril 1993  |      |

### Xelégislature(1993-1997)
| Circonscription     | Identité                                                        | Parti | À partir du  | Jusqu'au      | Note |
| ------------------- | --------------------------------------------------------------- | ----- | ------------ | ------------- | ---- |
| 1re circonscription | Jean Rosselot (suppléant : Damien Meslot)                       | RPR   | 2 avril 1993 | 21 avril 1997 |      |
| 2e circonscription  | Jean-Pierre Chevènement (suppléante : Gilberte Marin-Moskovitz) | PS    | 2 avril 1993 | 21 avril 1997 |      |

### XIelégislature(1997-2002)
| Circonscription     | Identité                                      | Parti | À partir du     | Jusqu'au         | Note |
| ------------------- | --------------------------------------------- | ----- | --------------- | ---------------- | ---- |
| 1re circonscription | Raymond Forni (suppléante : Sylvianne Fleury) | PS    | 1er juin 1997   | 18 juin 2002     |      |
| 2e circonscription  | Jean-Pierre Chevènement                       | MDC   | 1er juin 1997   | 4 juillet 1997   | Gvt  |
| 2e circonscription  | Gilberte Marin-Moskovitz                      | MDC   | 5 juillet 1997  | 7 septembre 2000 | Dem  |
| 2e circonscription  | Jean-Pierre Chevènement                       | MDC   | 23 octobre 2000 | 18 juin 2002     |      |

### XIIelégislature(2002-2007)
| Circonscription     | Identité                                                 | Parti        | À partir du  | Jusqu'au     | Note |
| ------------------- | -------------------------------------------------------- | ------------ | ------------ | ------------ | ---- |
| 1re circonscription | Damien Meslot (suppléant : Cédric Perrin)                | RPR puis UMP | 19 juin 2002 | 19 juin 2007 |      |
| 2e circonscription  | Michel Zumkeller (suppléante : Emmanuelle Trova-Lacorre) | DL puis UMP  | 19 juin 2002 | 19 juin 2007 |      |

### XIIIelégislature(2007-2012)
| Circonscription     | Identité                                                 | Parti | À partir du  | Jusqu'au     | Note |
| ------------------- | -------------------------------------------------------- | ----- | ------------ | ------------ | ---- |
| 1re circonscription | Damien Meslot (suppléant : Cédric Perrin)                | UMP   | 20 juin 2007 | 19 juin 2012 |      |
| 2e circonscription  | Michel Zumkeller (suppléante : Emmanuelle Trova-Lacorre) | UMP   | 20 juin 2007 | 19 juin 2012 |      |

### XIVelégislature(2012-2017)
| Circ. | Nom Parti politique | Nom Parti politique                             | Suppléant(e)    |
| ----- | ------------------- | ----------------------------------------------- | --------------- |
| 1re   |                     | Damien Meslot Union pour un mouvement populaire | Cédric Perrin   |
| 2e    |                     | Michel Zumkeller Parti radical                  | Béatrice Cuenin |

### XVelégislature(2017-2022)
| Circ. | Nom Parti politique | Nom Parti politique                                   | Autres mandats                  | Suppléant(e)       |
| ----- | ------------------- | ----------------------------------------------------- | ------------------------------- | ------------------ |
| 1re   |                     | Ian Boucard Les Républicains                          | Conseiller municipal de Belfort | Damien Meslot      |
| 2e    |                     | Michel Zumkeller Union des démocrates et indépendants | Maire de Valdoie                | Marie-France Cefis |

Par décision du 8 décembre 2017, le Conseil constitutionnel a annulé les opérations électorales des 11 et 18 juin 2017 de la première circonscription.

### XVIelégislature(2022-2024)
| Circonscription     | Identité                                        | Parti | À partir du  | Jusqu'au    | Note |
| ------------------- | ----------------------------------------------- | ----- | ------------ | ----------- | ---- |
| 1re circonscription | Ian Boucard (suppléant : Damien Meslot)         | LR    | 22 juin 2022 | 9 juin 2024 |      |
| 2e circonscription  | Florian Chauche (suppléante : Mathilde Régnaud) | LFI   | 22 juin 2022 | 9 juin 2024 |      |

### XVIIelégislature(2024-2029)
| Circonscription     | Identité                                           | Parti | À partir du     | Jusqu'au        | Note |
| ------------------- | -------------------------------------------------- | ----- | --------------- | --------------- | ---- |
| 1re circonscription | Ian Boucard (suppléant : Damien Meslot)            | LR    | 18 juillet 2024 | 18 juillet 2029 |      |
| 2e circonscription  | Guillaume Bigot (suppléant : Christophe Soustelle) | RN    | 18 juillet 2024 | 18 juillet 2029 |      |

## GPRF etIVeRépublique(1945-1958)

### Troisième législature (janvier 1956-mai 1958)
- Pierre Dreyfus-Schmidt, radical-socialiste
- Henri Dorey, MRP

### Deuxième législature (juin 1951-décembre 1955)
- Raymond Schmittlein, RPF
- Henri Dorey, MRP

### Première législature (novembre 1946-juin 1951)
- Pierre Dreyfus-Schmidt, radical-socialiste
- Pierre Beauquier, MRP

### Deuxième Assemblée constituante (juin 1946-novembre 1946)
- René Naegelen, SFIO, démissionne et remplacé le 12 septembre 1946 par Paul Rassinier
- Pierre Beauquier, MRP

### Première Assemblée constituante (octobre 1945-juin 1946)
- Pierre Beauquier, MRP
- Pierre Dreyfus-Schmidt, radical-socialiste

## IIIeRépublique(1871-1940)

### 1936-1940
Belfort 1 : Edmond Miellet, radical-socialiste
Belfort 2 : Émile Lardier, Fédération républicaine

### 1932-1936
Belfort 1 : Edmond Miellet, radical-socialiste
Belfort 2 : André Tardieu, Alliance démocratique

### 1928-1932
Les élections législatives furent au scrutin d'arrondissement majoritaire à deux tours de 1928 à 1936.
- Belfort 1 : Edmond Miellet, radical-socialiste

- Belfort 2 : André Tardieu, Alliance démocratique, groupe des Républicains de Gauche

Source : Élections législatives 22-29 avril 1928 de Georges Lachapelle - https://gallica.bnf.fr/ark:/12148/bpt6k320439r.texteImage#

### 1924-1928
Les élections législatives de 1924 furent organisées au scrutin proportionnel de liste. Elles marquèrent au niveau national national la victoire du "Cartel des gauches".
Liste d'Union des républicains de gauche
- Edmond Miellet, radical-socialiste
- Jean-Baptiste Saget, radical-socialiste, décédé le 5 décembre 1925 et remplacé le 14 février 1926 par André Tardieu

Source : Barodet sur le site de l'Assemblée Nationale - https://bibnum.sciencespo.fr/s/catalogue/ark:/46513/sc16m1m0#?c=&m=&s=&cv=

### 1919-1924
Les élections législatives de 1919 furent organisées au scrutin proportionnel de liste. Elles marquèrent au niveau national la victoire du "Bloc national" de centre-droit.
Liste des républicains de gauche
- Jean-Baptiste Saget, radical-socialiste
- Edmond Miellet, radical-socialiste

Source : Barodet, sur le site de l'Assemblée Nationale - https://bibnum.sciencespo.fr/s/catalogue/ark:/46513/sc16m2kz#?c=&m=&s=&cv=
Jusqu'en 1919, le Territoire de Belfort faisait partie du département du Haut-Rhin.

### 1914-1919
- Belfort 1 : Charles Schneider, Radical-socialiste, décédé le 8 décembre 1914, non remplacé.

- Belfort 2 : Louis Viellard, non-inscrit

Sources : Journal Le Temps du 28 avril et du 12 mai 1914 sur Gallica - ,.

### 1910-1914
- Charles Schneider, radical-socialiste

Sources : Journal Le Temps du 24 avril et du 8 mai 1910 sur Gallica - ,.

### 1906-1910
- Charles Schneider, radical-socialiste

Sources : Journal Le Temps du 6 et du 22 mai 1906 sur Gallica - ,.

### 1902-1906
- Charles Schneider, radical-socialiste

Source : journal Le Temps du 29 avril et du 13 mai 1902 sur Gallica,.

### 1898-1902
- Armand Viellard-Migeon, Action libérale

Source : journal Le Temps du 10 mai et du 24 mai 1898 sur Gallica,.

### 1893-1898
- Armand Viellard-Migeon, Action libérale

Source : journal Le Temps du 22 août et du 5 septembre 1893 sur Gallica,.

### 1889-1893
- François Grisez, Union républicaine

Source : journal Le Temps du 24 septembre et du 8 octobre 1889 sur Gallica,.

### 1885-1889
- Émile Keller, droite catholique
- Armand Viellard-Migeon, conservateur

### 1881-1885
- Charles Fréry, républicain

### 1877-1881
- Émile Keller, droite catholique

### 1876-1877
- Émile Keller, droite catholique

### Assemblée nationale (1871-1876)
Les députés du Haut-Rhin élus en février 1871 démissionnent pour protester contre l'annexion du département (sauf l'arrondissement de Belfort) à l'Allemagne.
Le siège de député de l'« arrondissement subsistant du Haut-Rhin » est déterminé lors des élections complémentaires du 2 juillet 1871.
- Émile Keller, droite catholique